# Энсю-Нада
Энсю-Нада (яп. 遠州灘 энсю:-нада) — плёс в Японии у тихоокеанского побережья острова Хонсю. Другие названия плёса — Тенрю-нада и Тотоми-нада.
Исторически так назывался участок моря вдоль побережья длиной 180 км от мыса Иро в префектуре Сидзуока до мыса Дайо-саки на полуострове Сима (префектура Миэ). Нынешнее географическое определение исключает устья заливов Сагами и Исе; согласно ему, море ограничивают мысы Омаэ (префектура Сидзуока) и Ираго (префектура Айти). Таким образом, длина побережья составляет 110 км.
Плёс лежит на континентальном шельфе, ширина которого составляет 5-24 км.
В плёс впадают реки первого класса Тенрю и Кику.